# Tanner Krebs
Tanner Robert Krebs (Hobart, 4 gennaio 1996) è un cestista australiano.